# Tiszamogyorós, Szabolcs-Szatmár-Bereg
Tiszamogyorós  este un sat în districtul Záhony, județul Szabolcs-Szatmár-Bereg, Ungaria, având o populație de 741 de locuitori (2011). 

## Demografie
Componența etnică a satului Tiszamogyorós
     Maghiari (82,54%)
     Romi (16,37%)
     Ucraineni (1,09%)
Componența confesională a satului Tiszamogyorós
     Reformați (75,03%)
     Romano-catolici (2,02%)
     Greco-catolici (1,08%)
     Fără religie (1,08%)
     Necunoscută (20,78%)
     Alte religii (0,54%)
Conform recensământului din 2011, satul Tiszamogyorós avea 741 de locuitori. Din punct de vedere etnic, majoritatea locuitorilor (82,54%) erau maghiari, existând și minorități de romi (16,37%) și ucraineni (1,09%).  Din punct de vedere confesional, majoritatea locuitorilor (75,03%) erau reformați, existând și minorități de romano-catolici (2,02%), persoane fără religie (1,08%) și greco-catolici (1,08%). Pentru 20,78% din locuitori nu este cunoscută apartenența confesională.